# 佐兰·彼得罗维奇
佐兰·彼得罗维奇（羅馬化：Zoran Petrović，1960年8月22日—），塞尔维亚男子水球运动员。他曾代表南斯拉夫国家队参加1984年夏季奥林匹克运动会水球比赛，获得一枚金牌。